# Kenny De Ketele
Kenny De Ketele (ur. 5 czerwca 1985 w Oudenaarde) – belgijski kolarz torowy i szosowy, mistrz świata, mistrz Europy, zawodnik grupy UCI Professional Continental Teams Topsport Vlaanderen-Baloise.
Złoty medalista mistrzostw Europy z Apeldoorn (2011) zdobył złoty medal w madisonie wraz z Iljo Keisse. W 2010 był drugi w tej specjalności.
Podczas igrzysk olimpijskich w Pekinie zajął 4. miejsce w madisonie.

## Najważniejsze osiągnięcia

### tor
- 2004
  -  1. miejsce w mistrzostwach Belgii (1 km ze startu zatrzymanego)
  -  1. miejsce w mistrzostwach Belgii (wyścig ind. na dochodzenie)
  -  1. miejsce w mistrzostwach Europy do lat 23 (madison)
- 2005
  -  1. miejsce w mistrzostwach Belgii (madison)
- 2006
  -  1. miejsce w mistrzostwach Belgii (1 km ze startu zatrzymanego)
  -  1. miejsce w mistrzostwach Belgii (wyścig druż. na dochodzenie)
  -  1. miejsce w mistrzostwach Europy do lat 23 (madison)
- 2007
  -  1. miejsce w mistrzostwach Europy do lat 23 (wyścig punktowy)
  -  1. miejsce w mistrzostwach Belgii (1 km ze startu zatrzymanego)
  -  1. miejsce w mistrzostwach Belgii (wyścig druż. na dochodzenie)
  -  1. miejsce w mistrzostwach Belgii (wyścig punktowy)
  -  1. miejsce w mistrzostwach Belgii (omnium)
  -  1. miejsce w mistrzostwach Belgii (madison)
  -  1. miejsce w mistrzostwach Belgii (derny)
- 2008
  - 4. miejsce w igrzyskach olimpijskich (madison)
- 2010
  -  2. miejsce w mistrzostwach Europy (madison)
- 2011
  -  1. miejsce w mistrzostwach Europy (madison)
- 2012
  -  1. miejsce w mistrzostwach świata (madison)
  -  3. miejsce w mistrzostwach świata (wyścig punktowy)
  -  1. miejsce w mistrzostwach Australii (madison)

### szosa
- 2007
  - 7. miejsce w Giro del Capo
    - 2. miejsce na 3. etapie